# Cellou Dalein Diallo
Cellou Dalein Diallo, född den 3 februari 1952 i Labé, är en guineansk politiker.
Diallo, som tillhör fulanifolket, innehade mellan 1996 och 2004 olika ministerposter under president Lansana Conté, och var landets premiärminister mellan 2004 och 2006. Han ställde upp i presidentvalet 2010, där han förlorade i andra omgången mot Alpha Condé. Diallo fick 47,48 % av rösterna mot Condés 52,52 %. Han ställde upp även i presidentvalet 2015, och förlorade även då mot Condé, den här gången med 31,44 procent av rösterna mot Condés 57,85 procent. I presidentvalet 2020 besegrades Diallo återigen av Condé, nu med 33,5 procent av rösterna mot 59,5. När Condé störtades i en militärkupp 2021 gick Diallo öppet ut och stöttade kuppen.